# Merlin (téléfilm, 1998)
Pour les articles homonymes, voir Merlin (homonymie) et Merlin l'Enchanteur (homonymie).
Série
L'Apprenti de Merlin
(2006)
Pour plus de détails, voir Fiche technique et Distribution.
Merlin est un téléfilm britanno-américain en deux parties de Steve Barron, produit par Hallmark Entertainment et diffusé en 1998.
L'histoire adapte la légende arthurienne narrée par et du point de vue de l'enchanteur Merlin, de sa naissance à ses vieux jours.
Une suite au téléfilm, L'Apprenti de Merlin (Merlin's Apprentice), a été réalisée en 2006.

## Fiche technique
- Titre original et français : Merlin
- Réalisation : Steve Barron
- Scénario : David Stevens, Peter Barnes et Edward Khmara (en)
- Direction artistique : Michael Boone, John King
- Décors : Roger Hall (création) et Karen Brookes
- Costumes : Ann Hollowood
- Photographie : Sergey Kozlov
- Montage : Colin Green
- Casting : Lynn Kressel
- Musique : Trevor Jones
  - interprétée par l'Orchestre symphonique de Londres
- Production : Robert Halmi Sr., Dyson Lovell et Chris Thompson
- Société de production : Hallmark Entertainment
- Pays d'origine :  Royaume-Uni,  États-Unis
- Langue originale : anglais
- Genre : aventures, drame, fantasie, romance
- Durée : 182 minutes
- Format : couleurs — 35 mm — 1.33:1 — son Dolby stéréo
- Dates de premières diffusions :
  -  États-Unis : 26 avril 1998 et 27 avril 1998 sur NBC
  -  France : 25 décembre 1998 sur TF1

## Distribution

### Rôles principaux
- Sam Neill (VF : Michel Papineschi) : Merlin
- Helena Bonham Carter (VF : Rafaèle Moutier) : Morgane la Fée
- John Gielgud (VF : Jean Barney) : Roi Constant
- Rutger Hauer (VF : Hervé Bellon) : Vortigern
- James Earl Jones (VF : Benoît Allemane) : le Rocher de l'Éternité (voix)
- Miranda Richardson (VF : Frédérique Tirmont) : Reine Mab/Dame du Lac
- Isabella Rossellini (VF : Martine Irzenski) : Nimue
- Martin Short (VF : Éric Métayer) : Frik

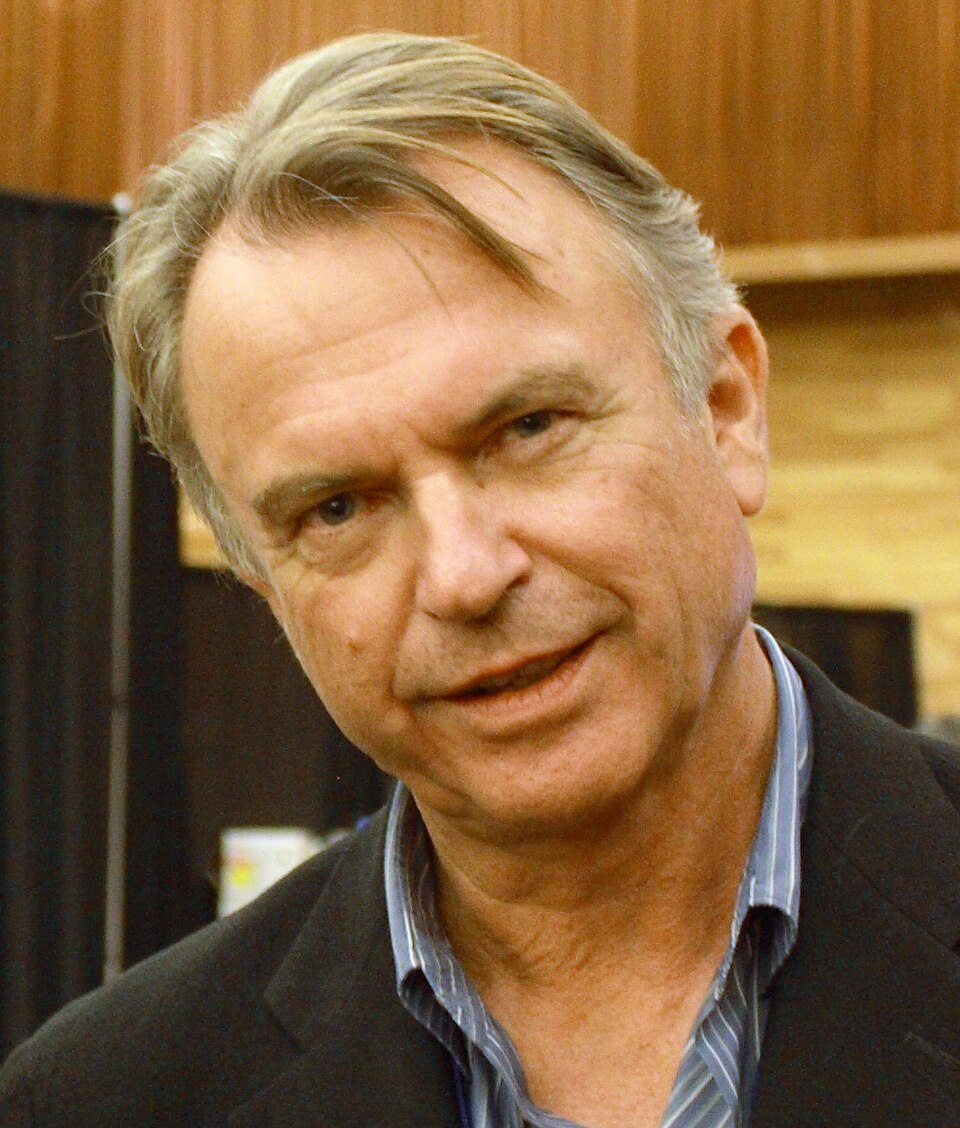
Sam Neill (2010).
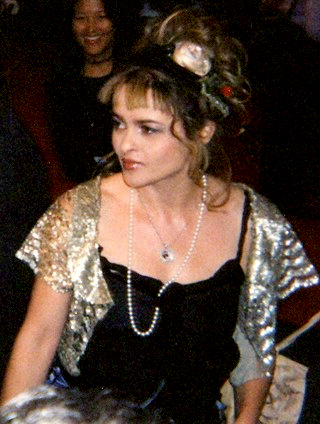
Helena Bonham Carter (2005).
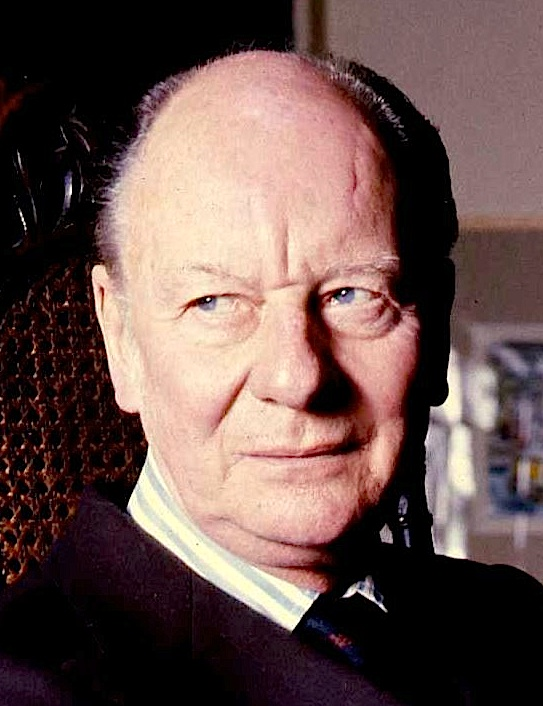
John Gielgud (1973).
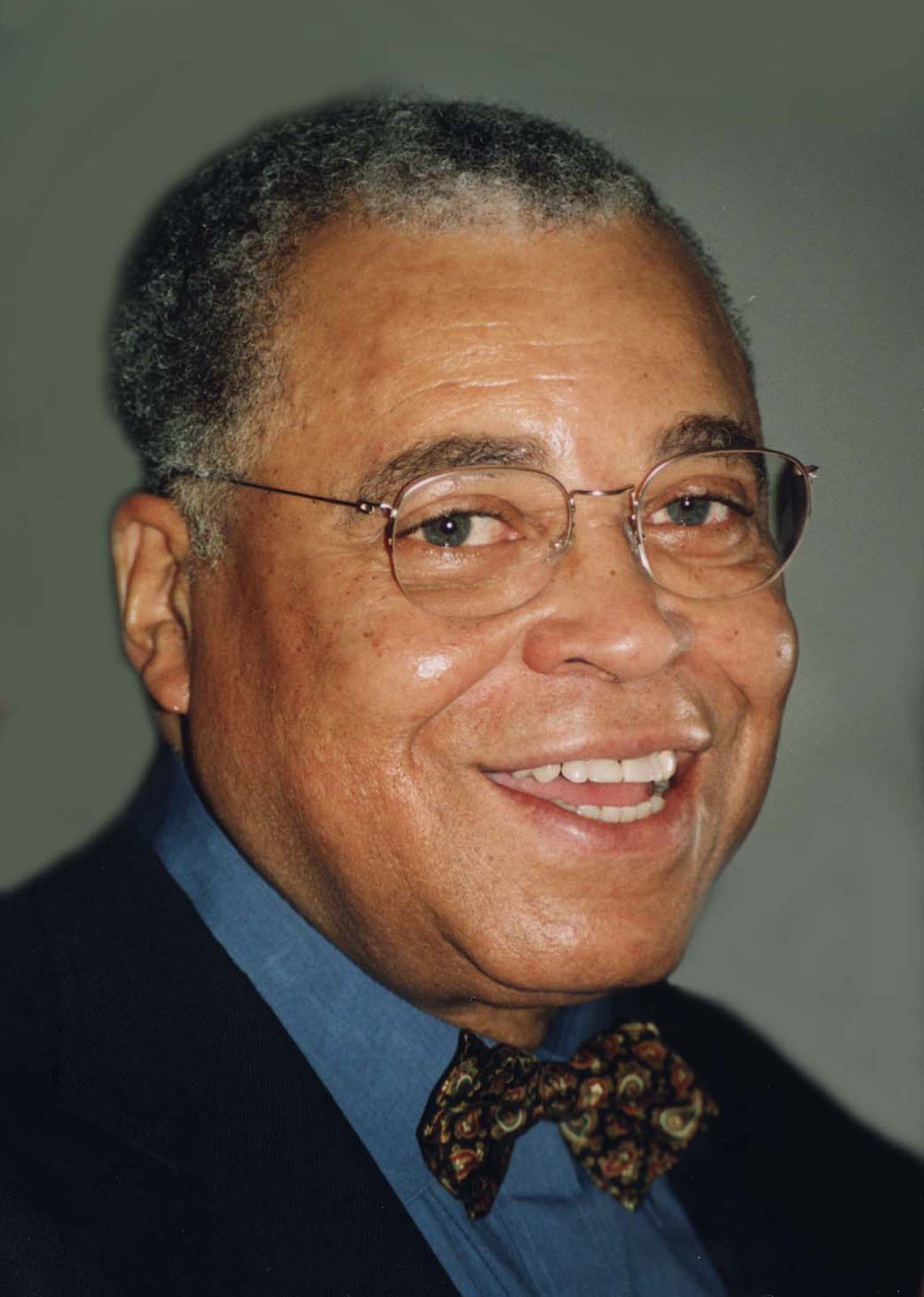
James Earl Jones (2001).
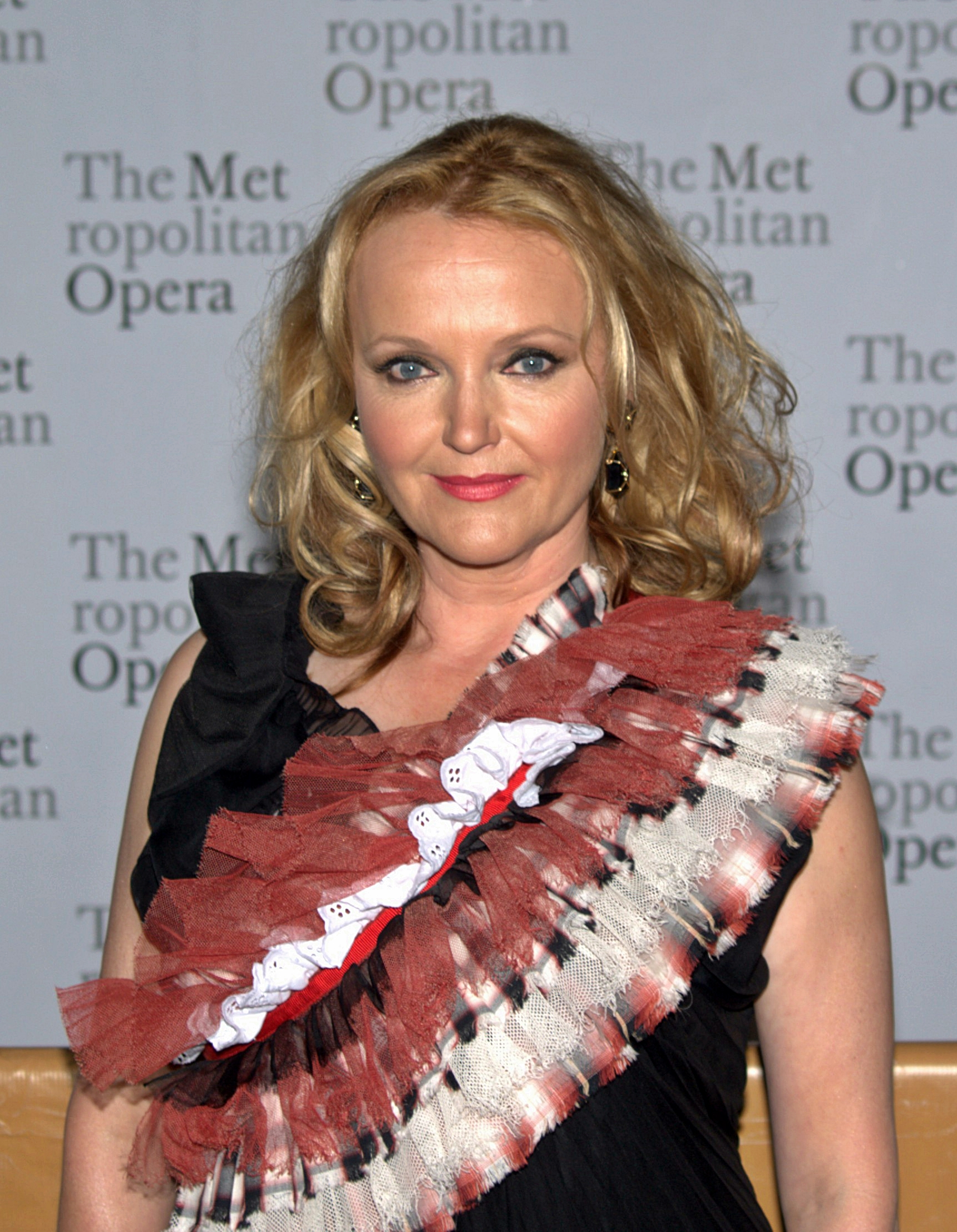
Miranda Richardson (2010).
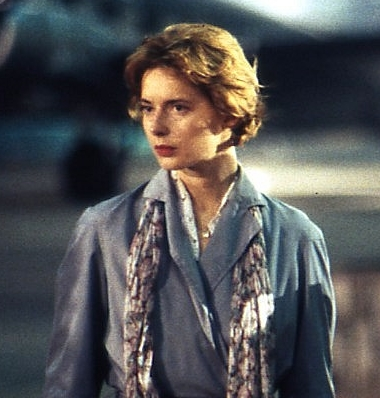
Isabella Rossellini (1992).
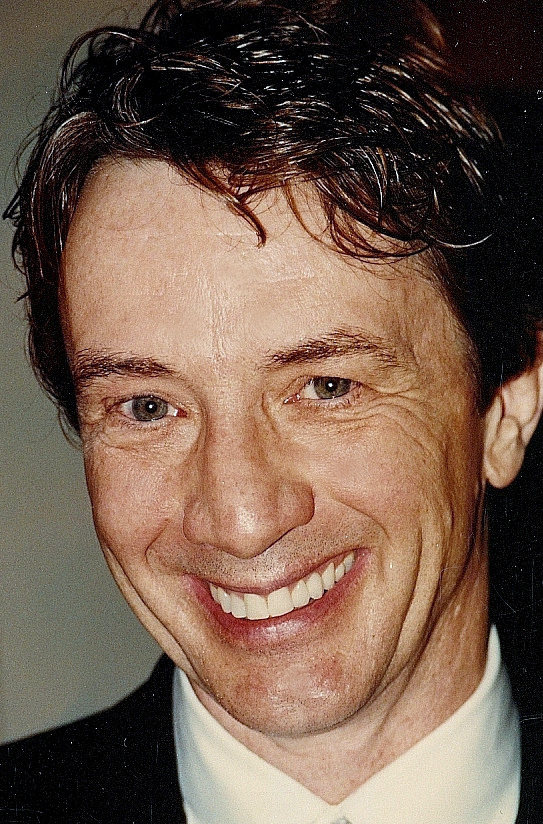
Martin Short (2001).

### Rôles secondaires
- Paul Curran (VF : Éric Legrand) : Arthur
- Lena Headey (VF : Nathalie Régnier) : Guenièvre
- Jeremy Sheffield (VF : William Coryn) : Lancelot
- Mark Jax (VF : Gabriel Le Doze) : Uther
- John McEnery (VF : Philippe Dumond) : Seigneur Ardente
- Thomas Lockyer (VF : Bruno Choël) : Duc de Cornouailles
- Jason Done (VF : Bertrand Liebert) : Mordred
- Billie Whitelaw (VF : Marion Game) : Ambrosia
- Daniel Brocklebank (VF : Alexandre Gillet) : Merlin jeune
- Agnieszka Koson : Nimue jeune
- Emma Lewis : Elissa
- Justin Girdler (VF : Brigitte Lecordier) : Galaad jeune
- Roger Ashton-Griffiths (VF : Jean-Claude Sachot) : Seigneur Boris
- Nicholas Clay : Seigneur Leo
- Sebastian Roché : Gauvain
- Rachel de Thame : Dame Igerne
- John Turner : Seigneur Lot
- Keith Baxter : Seigneur Hector
- Janine Eser : Dame Elaine
- Peter Woodthorpe : devin
- Robert Addie : Seigneur Gilbert
- Nickolas Grace : Seigneur Egbert
- Peter Benson : 1er architecte
- John Tordoff : nouvel architecte
- Timothy Bateson : père supérieur
- Alice Hamilton (VF : Chantal Macé) : Morgane jeune
- Peter Eyre : médecin chef
- Vernon Dobtcheff : 1er médecin
- Peter Bayliss : 2e médecin
- Talula Sheppard : la dame

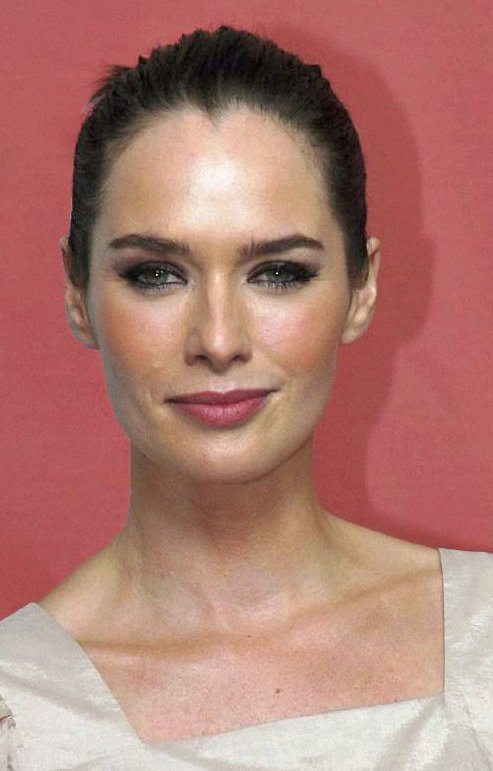
Lena Headey (2007).
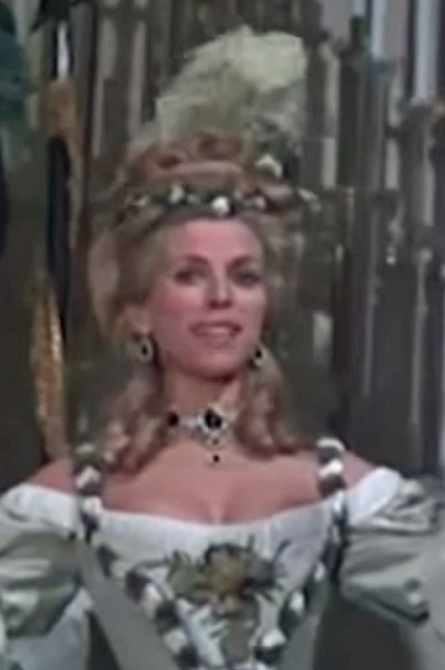
Billie Whitelaw (1970).
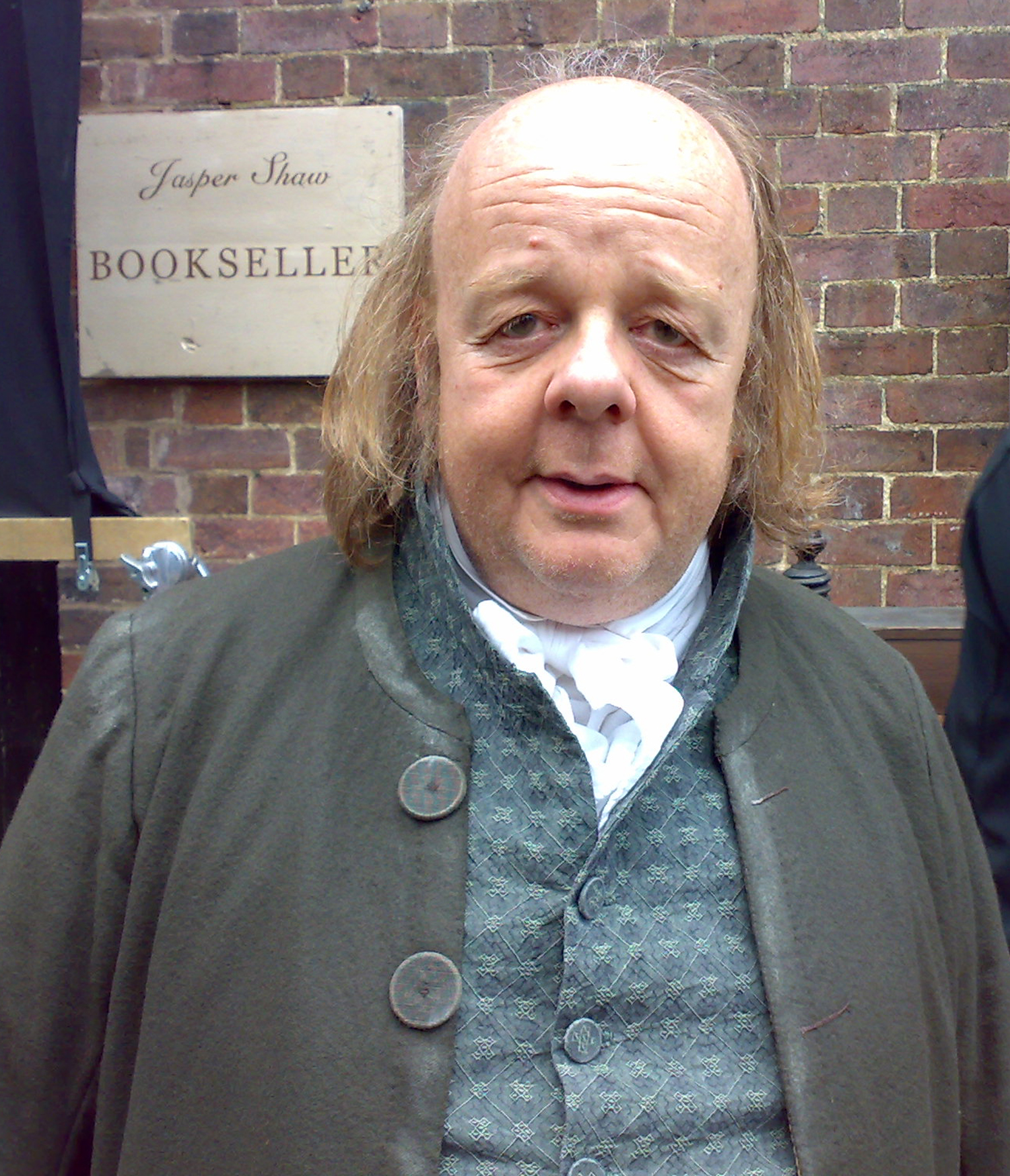
Roger Ashton-Griffiths (2009).
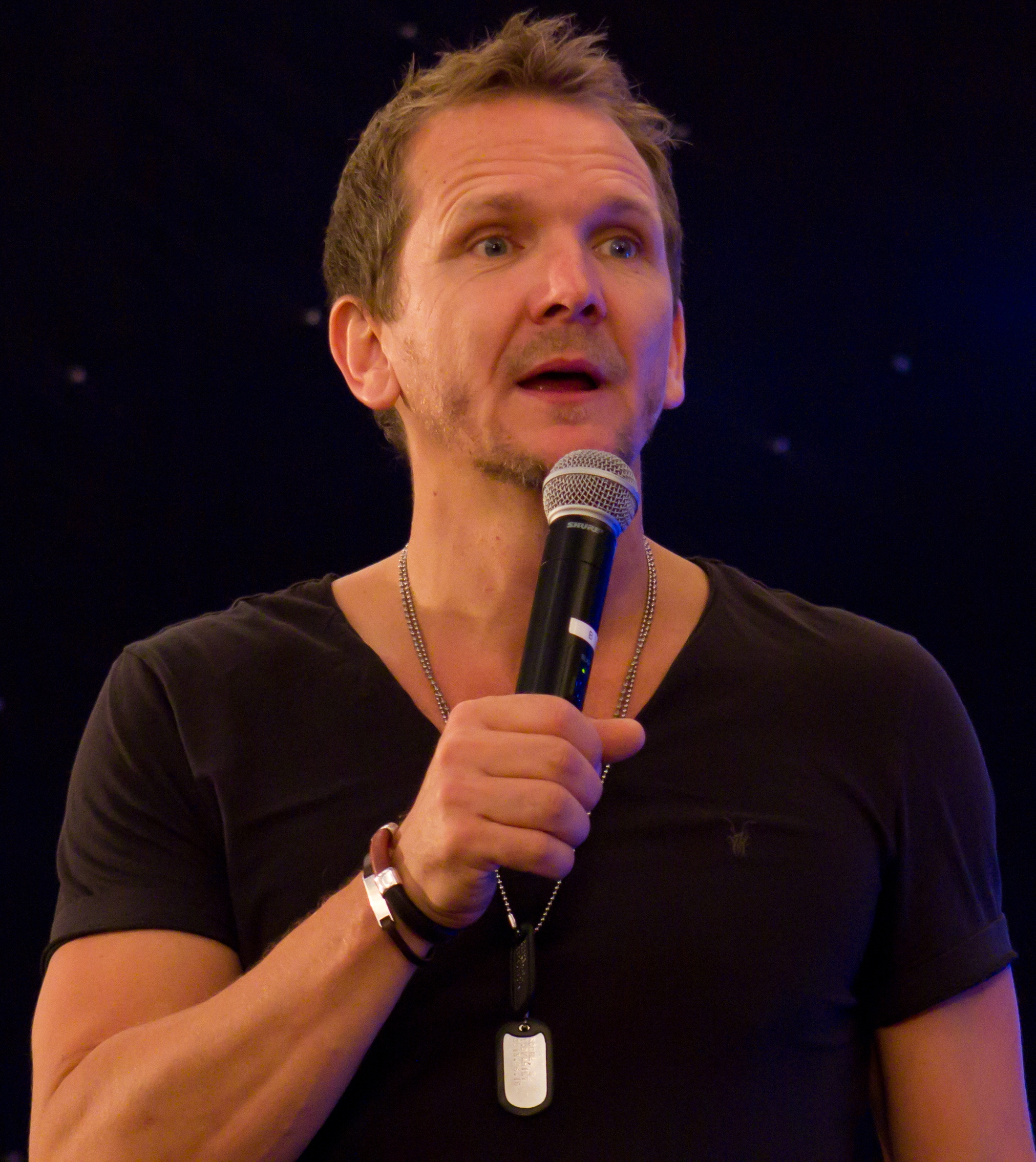
Sebastian Roché (2013).
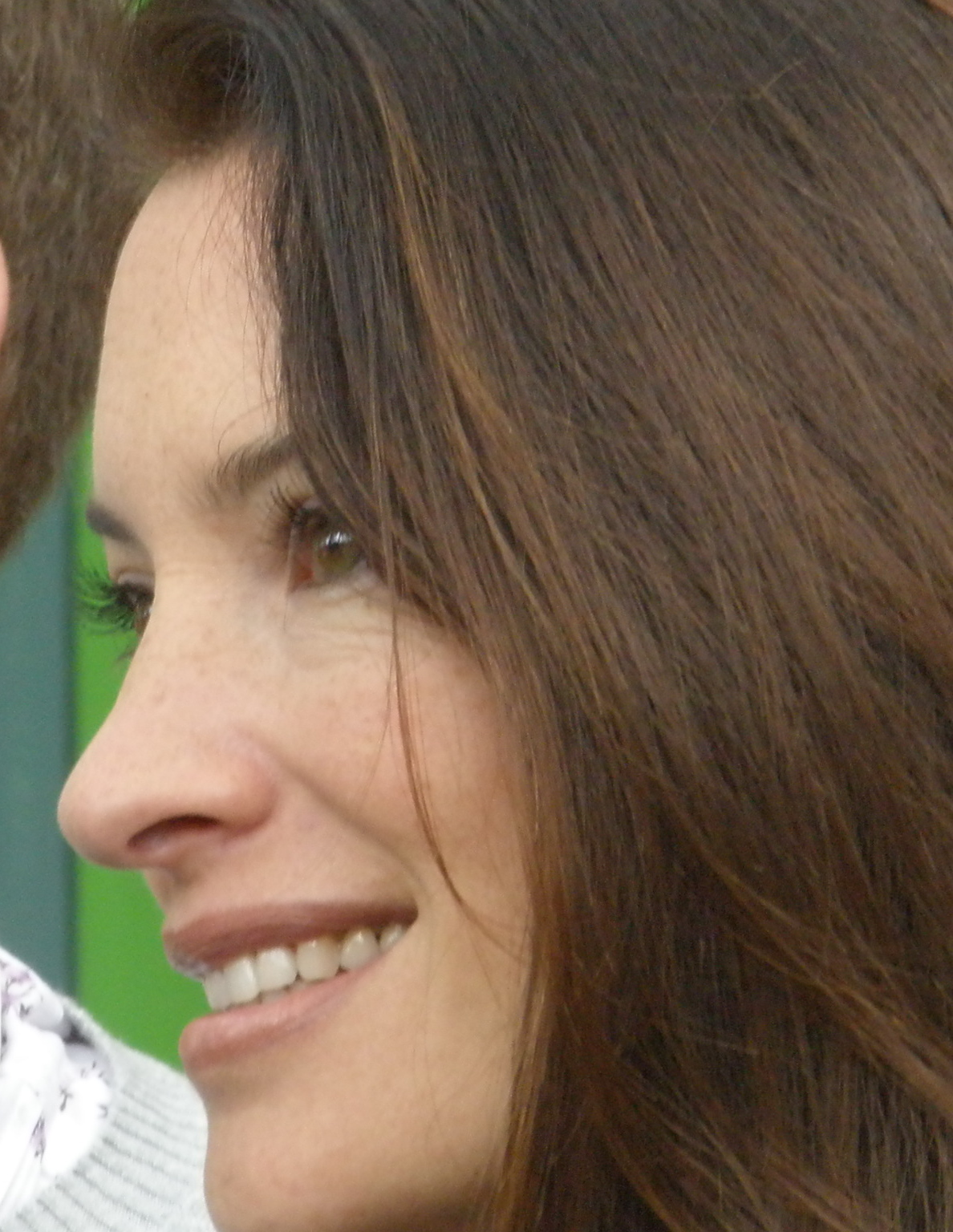
Rachel de Thame (2010).
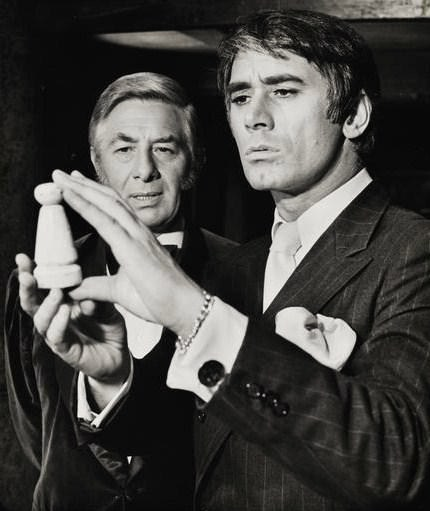
Keith Baxter (1971).

## Musique
Le compositeur du téléfilm est Trevor Jones.

### Génériques
La musique de générique, thème du téléfilm, est tirée de la bande originale.

### Bande originale
La bande originale du téléfilm, composée par Trevor Jones et arrangée par Simon Rhodes, est interprétée par l'Orchestre symphonique de Londres.
| Liste des titres (VSD-5929) | Liste des titres (VSD-5929) | Liste des titres (VSD-5929) | Liste des titres (VSD-5929) | Liste des titres (VSD-5929) | Liste des titres (VSD-5929) | Liste des titres (VSD-5929) | Liste des titres (VSD-5929) | Liste des titres (VSD-5929) | Liste des titres (VSD-5929) |
| No                          | Titre                       | Durée                       |                             |                             |                             |                             |                             |                             |                             |
| --------------------------- | --------------------------- | --------------------------- | --------------------------- | --------------------------- | --------------------------- | --------------------------- | --------------------------- | --------------------------- | --------------------------- |
| 1.                          | Age of Magic                | 14:32                       |                             |                             |                             |                             |                             |                             |                             |
| 2.                          | The Dragon's Lair           | 5:03                        |                             |                             |                             |                             |                             |                             |                             |
| 3.                          | The Walls Are Whispering    | 14:14                       |                             |                             |                             |                             |                             |                             |                             |
| 4.                          | Arthur's Call               | 8:42                        |                             |                             |                             |                             |                             |                             |                             |
| 5.                          | Griffins                    | 3:15                        |                             |                             |                             |                             |                             |                             |                             |
| 6.                          | A Game of Intrigue          | 7:43                        |                             |                             |                             |                             |                             |                             |                             |
| 7.                          | May Angels Fly Thee Home    | 8:13                        |                             |                             |                             |                             |                             |                             |                             |
| 8.                          | Mab's Demise                | 4:32                        |                             |                             |                             |                             |                             |                             |                             |
| 9.                          | Reunited                    | 2:53                        |                             |                             |                             |                             |                             |                             |                             |
| 10.                         | In Search of the Grail      | 4:03                        |                             |                             |                             |                             |                             |                             |                             |
| 1:13:10                     |                             |                             |                             |                             |                             |                             |                             |                             |                             |

## Autour du film
- Les apparences plaisantes choisies par le gnome Frik pour Morgane et lui, ne sont ni plus ni moins que celles dépourvues de prothèses de leur acteur respectif (Martin Short et Helena Bonham Carter) ;
- des incohérences se sont glissées dans l’œuvre :
  - dans les dialogues entre les deux épisodes : à la fin du premier, l'accord entre Frik et la petite Morgane portait explicitement sur le fait de lui apprendre la magie contre un service ; quand ils se revoient dans le second lorsqu'elle est devenue adulte, et discutent de la promesse qu'il vient honorer, celle-ci est textuellement changée en « la rendre belle » (« make her beautiful » dans la version originale), Morgane n'étant ensuite jamais vue apprenant ou utilisant la magie ;
  - également dans le doublage français de la reine Mab (Frédérique Tirmont), dont la voix inhumaine et anormalement rauque tout au long de l'histoire devient — sans raison apparente — humaine et normale dans la scène où elle hurle après Mordred en sentant sa fin approcher.
- entre autres libertés prises dans cette adaptation par rapport à la légende :
  - Certains personnages comme le gnome Frik et la sage-femme de Merlin, Ambrosia, sont des rôles inventés pour le téléfilm ;
  - Nimue et la Dame du Lac, généralement confondues en une seule et même figure, sont ici deux personnages distincts ;
  - la reine Mab et la Dame du Lac, dépeintes ici comme des sœurs jumelles, sont interprétées par la même actrice (Miranda Richardson) ;
  - Avalon, normalement un site légendaire servant de dernier tombeau au roi Arthur ou de lieu de vie à la fée Morgane, n'a ici aucun rapport avec ces derniers et est présenté comme un simple îlot rocheux, accueillant une abbaye et pédestrement accessible à marée basse ;
  - le Duc de Cornouailles, qui possède normalement un nom, n'est ici appelé que par son titre ;
  - le personnage de Dame Élaine, épouse de Lancelot et mère de Galaad, est un mélange de deux figures arthuriennes homonymes et distinctes : Élaine d'Astolat et Élaine de Corbenic.
- les acteurs Nicholas Clay et Robert Addie (les seigneurs Leo et Gilbert), ainsi que Paul Curran (Arthur adulte), ont campé des figures arthuriennes différentes dans d'autres adaptations (le film Excalibur en 1981 pour les premiers ; le téléfilm Merlin: The Quest Begins la même année pour le dernier).

## Sortie vidéo
- France :

Le téléfilm a fait l'objet de plusieurs éditions en DVD :
Merlin
- Support physique : DVD-9 Keep Case ;
- sortie : 14 mai 1999 ;
- édition : Elephant Films ;
- distribution : Sony Pictures Home Entertainment ;
- ratio écran : 1.33:1 plein écran 4:3 ;
- audio :

- Français MPEG 2.0 ;
- anglais 5.1 Dolby Digital ;
- allemand 5.1 Dolby Digital.

- sous-titrage : aucun ;
- suppléments :

- Making of (VO) ;
- featurette sur la légende de Merlin ;
- notes de production ;
- filmographies des acteurs.

- durée du métrage : 182 minutes ;
- région : zone 2 PAL.

Merlin
- Support physique : DVD-9 Keep Case ;
- sortie : 7 décembre 2011 ;
- édition : Elephant Films ;
- distribution : Sony Pictures Home Entertainment ;
- ratio écran : 1.33:1 plein écran 4:3 ;
- audio :

- Français 5.1 Dolby Digital ;
- anglais 5.1 Dolby Digital.

- sous-titrage : français ;
- suppléments :

- Making of (VOST) ;
- bandes-annonces de l'éditeur.

- durée du métrage : 182 minutes ;
- région : zone ALL PAL.

## Franchise
Un autre téléfilm en deux parties servant de suite à l’œuvre, L'Apprenti de Merlin (Merlin's Apprentice) parfois renommée Camelot et la quête du Graal en version française, a été réalisée en 2006 avec Sam Neill et Miranda Richardson, qui reprennent leur rôle.